# 北海道中央バス岩見沢ターミナル
北海道中央バス岩見沢ターミナル（ほっかいどうちゅうおうバスいわみざわターミナル）は、北海道岩見沢市にある北海道中央バスのバスターミナル。バス事業部（旧・札幌事業部空知統轄事務所、空知事業部）の管轄で、岩見沢市コミュニティプラザ・自治体ネットワークセンターに併設されている。

## 歴史
1974年7月に岩見沢駅前より市内4条西6丁目に（旧・空知支庁跡地、現・中央公園）に移転した。その後、現在地への再移転に合わせて駅前広場と4条西6丁目のターミナルに分けられていた市内線と郊外線の発着を集約した。なお、当初は1986年の移転を予定していたが、移転先のコミュニティプラザ建設において発注トラブル等により断続的に中断されたため、供用開始は1996年にずれ込んでいる。

## 沿革
- 1974年 - ターミナル施設を有明町より4条西6丁目に移転。
- 1996年 - コミュニティプラザ供用開始に伴い、ターミナル施設を再度有明町に移転。
- 2003年 - ジェイ・アール北海道バス撤退。新篠津交通が乗り入れ開始。
- 2016年8月 - 案内放送を機械化。自動券売機の稼動時間を短縮。早朝夜間窓口の廃止および平日の窓口営業時間を延長。
- 2018年3月21日 - 自動券売機の稼動時間と平日の窓口営業時間を短縮。

## バスターミナル構造
- 施設1階に待合室と回数券や定期券の販売窓口・自動券売機を設置しているほか、系列の売店と不動産事業者もテナントとして入居する。
- 8:00 - 18:00の間はバス入線時に案内放送が行われる。
- 窓口の営業時間は全日8:00～16：30
- 自動券売機の稼動時間は7:30～18:00
- バスレーンは12カ所。北海道中央バスと新篠津交通が運行する路線バスが共用している。貸切バスが乗り入れる事もある。
  - 両社とも中乗り前降り・運賃後払い方式を用いているが、中央バスは岩見沢ターミナルでのみ例外的に前ドアから乗車するのに対し、新篠津交通はその他のバス停と同様に中ドアから乗車する。
  - バスレーンとコミュニティ西駐車場が横断歩道で直結しており、パークアンドライドが可能。（ただし中央バス指定の無料駐車場ではなく岩見沢市で独自に設置した有料駐車場である）
- 降車場は敷地外の1条通（1条西6丁目・7丁目）の路上に設置されている。なお、一部の路線は1条通の降車場は使用せずにターミナル構内での降車となる。

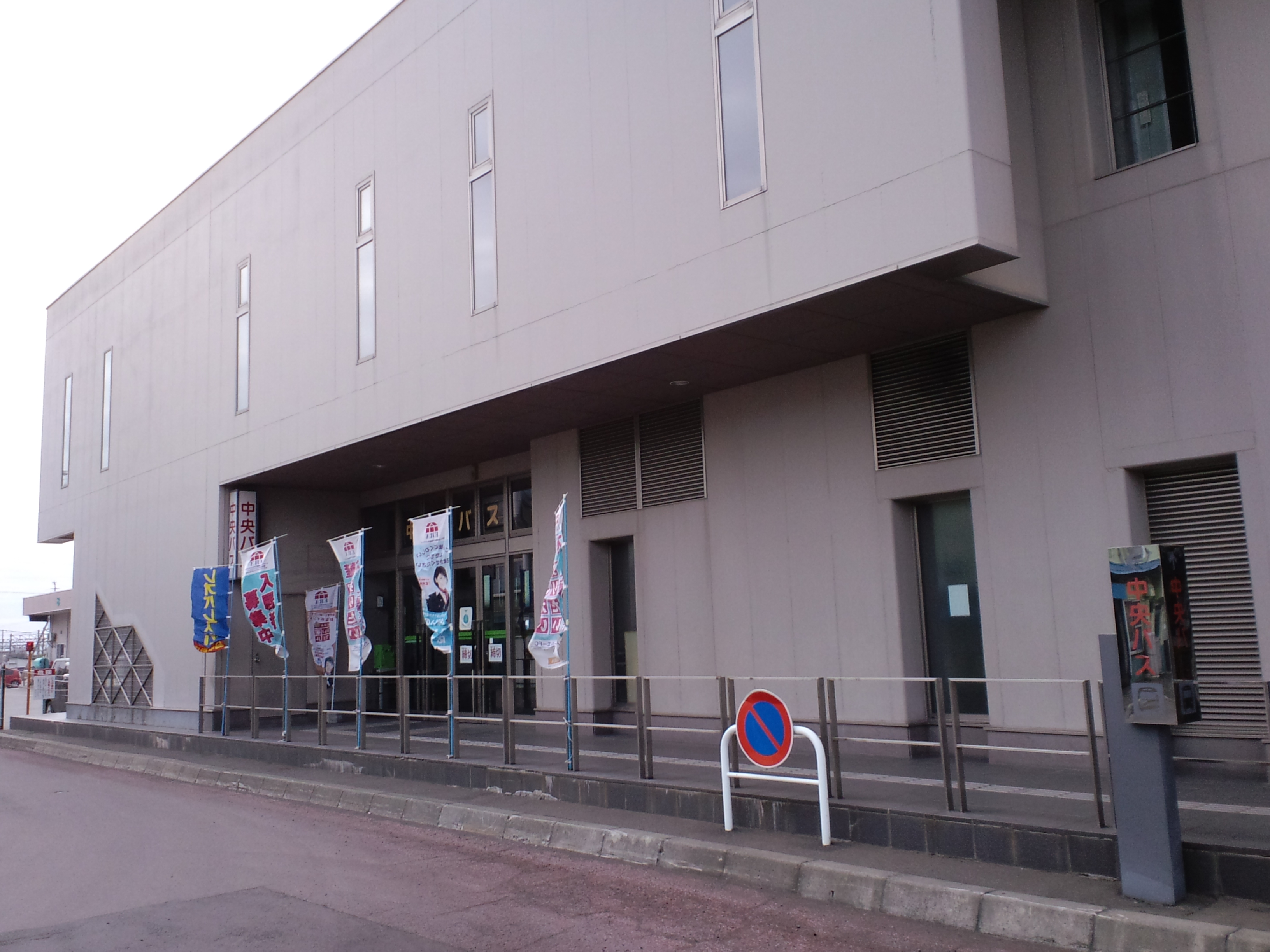
正面玄関（2012年12月）
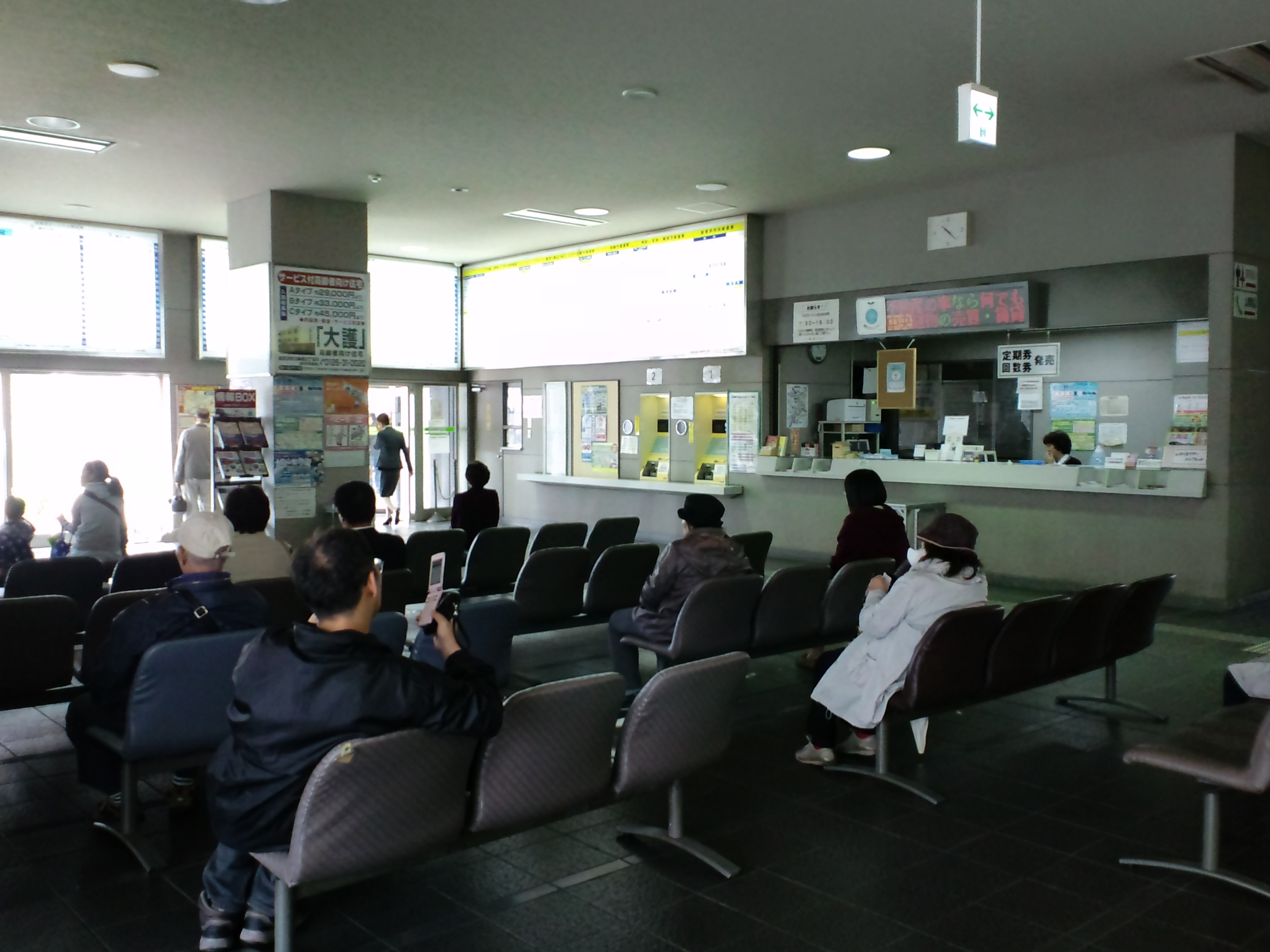
待合室（2013年10月）
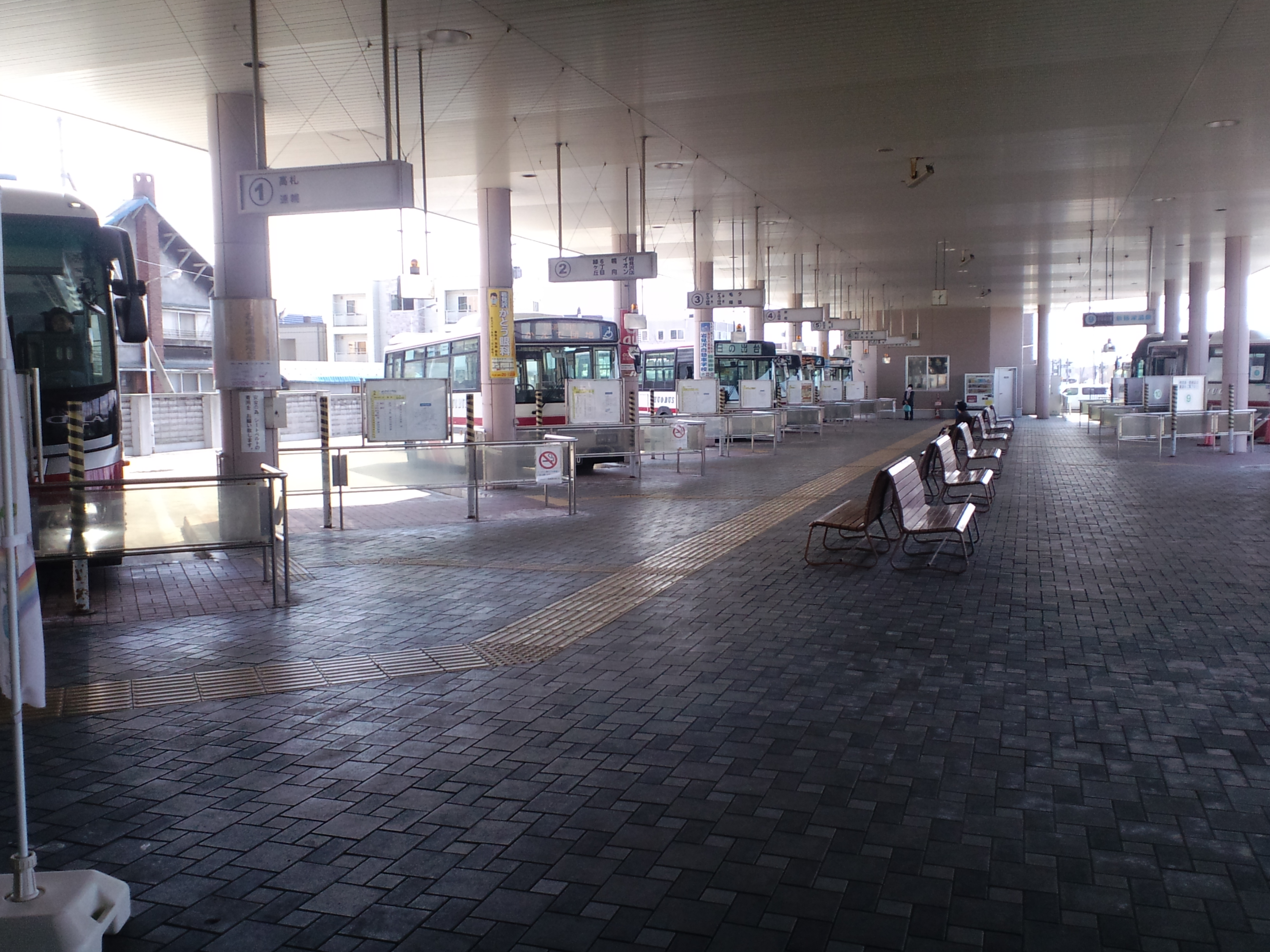
バスのりば（2013年4月）

### のりば
2023年10月1日現在
- 1番のりば
  - 高速いわみざわ号・高速みかさ号　札幌駅前

- 2番のりば
  - 日の出台・栄町循環線　【3】日の出台先回り（循環・岩見沢ターミナル行き）/6条通経由日の出台　【4】栄町先回り（循環・岩見沢ターミナル行き）

- 3番のりば
  - 三笠線　【22】5条東18丁目・三笠経由幾春別町　【22】5条東18丁目・イオン三笠店南口経由幾春別町　【23】5条東18丁目・イオン三笠店南口経由美園市民センター
  - 高速みかさ号　萱野経由三笠市民会館
  - 岩見沢美唄線　【24】イオン三笠店経由美唄駅前

- 4番のりば
  - かえで団地循環線　【1】東高校先回り（循環・岩見沢ターミナル）/教大・東高経由かえで団地　【2】国道先回り（循環・岩見沢ターミナル）
  - 大和線　【12】イオン岩見沢店
  - スクール便
    - かえで団地循環線　教大経由東高校前

- 5番のりば
  - 南町・春日循環線　【9】美園先回り（循環・岩見沢ターミナル）　【10】市役所先回り（循環・岩見沢ターミナル）/市役所・教大経由木工団地
  - スクール便
    - かえで団地循環線　市立病院通経由岩見沢西高前（正門前）
      - 12～3月のみ運行。

- 6番のりば
  - 万字線　【13】教大・グリーンランド経由毛陽交流センター　【14】教大経由南が丘　【15】教大経由グリーンランド
    - 【15】は休日・学校休校日などのみ運行。
      - 4～11月はグリーンランド（遊園地前）、12～3月はグリーンランドスキー場が終点。なお【13】は通年で遊園地前を通るため、スキー場には乗り入れない。

  - 月形線　【21】北本町・北村経由月形駅前
  - スクール便
    - 岩見沢市内線A　教大経由緑陵高校
    - 岩見沢市内線B　神社経由緑陵高校
      - 神社経由は12～3月のみ運行。

- 7番のりば
  - 幌向線　【11】市立病院前経由幌向南4条
    - 幌向南4条より先の「南4条つくし公園」が正式な終点。このため「幌向南4条・つくし公園」と2つの停留所名を併用して案内される事が多い。

  - 岩見沢長沼線　【25】美園町・栗山駅経由長沼ターミナル
  - 岩見沢栗山線 【26】美園町経由栗山駅/栗沢駅前/栗沢工業団地　【27】教大経由栗山駅
  - 岩見沢由仁線　【28】美園町・栗山駅経由由仁駅

- 8番のりば
  - 鉄北循環線　【5】鉄北先回り（循環・岩見沢ターミナル）　【6】であえーる前先回り（循環・岩見沢ターミナル）　【7】桜木経由鉄北先回り（循環・岩見沢ターミナル）　【8】桜木経由であえーる前先回り（循環・岩見沢ターミナル）

- 9番のりば
  - 北新線（新篠津交通）　新篠津温泉

- 10・11番のりば
  - 通常不使用（待機場）

- 12番のりば
  - 運転免許試験場線　運転免許試験場
    - 水曜日のみ運行。事前予約制。

  - 野外音楽堂キタオンシャトルバス　野外音楽堂キタオン
    - イベント開催時のみ運行

  - ふるさと交流バス　南空知ふるさと市町村圏組合事業、南空知自治体事業での発着
  - その他のシャトルバス、貸切バスなど

## 利用状況
- 1日の平均乗車人員は約2,000人である。ただし、調査年度などの詳細については不明。[2]

## 周辺
- 岩見沢市コミュニティプラザ・岩見沢市自治体ネットワークセンター・FMはまなす（ターミナル直結）
- 岩見沢駅・岩見沢市有明交流プラザ・有明連絡歩道
- 駅東市民広場公園・イベントホール赤れんが
- 岩見沢警察署岩見沢駅前交番
- 岩見沢市コミュニティ東駐車場・コミュニティ西駐車場
- 岩見沢市新産業支援センター
- 札幌法務局岩見沢支局